# Грийн Ривър
 Тази статия е за града в Уайоминг, САЩ.  За града в Юта вижте Грийн Ривър (Юта).  
Грийн Ривър (на английски: Green River) е град в окръг Суитуотър, щата Уайоминг, САЩ. Грийн Ривър е с население от 11 808 жители (2000) и обща площ от 36,3 km². Намира се на 1864 m надморска височина. ЗИП кодът му е 82935, 82938, а телефонният му код е 307.